# سلمان بن محمد بن سعود آل سعود
الأمير سلمان بن محمد بن سعود آل سعود (1885-1974) يلقب بفارس آل سعود فهو الأمير سلمان بن محمد ابن الإمام سعود ابن الإمام فيصل ابن الإمام تركي ابن الإمام عبد الله آل سعود، يلقب بفارس آل سعود ، جده من والدته هو الأمير راكان بن فلاح بن حثلين أمير قبيلة العجمان والدته (دليّل). اشتهر بالكرم والشجاعة، يوجد حي في الرياض باسمه وهو (قري سلمان) ويقع قرب حي الجرادية.

## نشأته
من المرجح ان الأمير سلمان بن محمد ولد في سنة 1303 هجرية تقريبا في بلدة الدلم . وترعرع الفتى سلمان بن محمد في ظروف أسرية عصيبة، فقد فجع سنة 1305 هجرية بمقتل والده وعمره لا يتجاوز السنتين. ثم اضطر للرحيل إلى حائل مبتعدا عن موطنه وموطن آبائه ومعه ثلاثة من أبناء عمه لم يتجاوز أكبرهم الخامسة من عمره.
ظل الأمير الصغير سعود ومن معه من آل سعود بن فيصل على تلك الحال اسرى لدى ابن رشيد إلى ان وقعت هزيمة اتباع عبد العزيز بن رشيد في عنيزة في اليوم الخامس من محرم سنة 1322 هجرية. فتمكن آل سعود المذكورين من الوصول إلى معسكر ابن عمهم عبد العزيز بن عبد الرحمن باستثناء الشاب سلمان بن محمد فقد عاد إلى حائل ليكون بجانب عمه الأسير عبد العزيز ووالدته. ثم عاد إلى الرياض عام 1342 هجرية بعد مقتل عبد العزيز المتعب الرشيد.
في عام 1328 حدث خلاف عائلي بين آل سعود بن فيصل وأبناء عمهم عبد الرحمن فخرج آل سعود بن فيصل بما فيهم الأمير سلمان فنزلوا الخرج، ثم توجهوا إلى الأحساء واستقروا مع العجمان لبعض الوقت وثم اتنقلوا بين إمارات الخليج العربي حتى عام 1333 هجرية.
ثم عاد الأمير سلمان إلى كنف ابن عمه عبد العزيز بن عبد الرحمن عام 1334 هجرية، وجرى له استقبال حافل، وعم السرور أفراد الأسرة السعودية والأهالي فرحًا بعودة الأمير سلمان بن محمد والتئام الأسرة السعودية.
نشأ الأمير سلمان بن محمد كما ينشأ أقرانه من أبناء البيت السعودي الذي عرف بارتباطه بالعلم الشرعي فكان الائمة السعوديون يحرصون على الجلوس إلى الدروس العلمية ويدفعون بأبنائهم اليها كذلك . كما لما عاناه من الغربة واليتم اثر التربية فكان مثاليًا في سلوكه، وهو ما انعكس على سخاءه طيلة حياته.

## حياته
يعد الأمير سلمان ابرز فرسان آل سعود المتأخرين إذ يكاد يجمع كل من يعرفه على ذلك، ولهذا فقد اشتهر عند الناس بلقب ((فارس آل سعود)) أو الأمير الفارس، كما كان يصفه فهد المارك، وقال عنه الأمير الراحل سعود بن هذلول «هذا الأمير من أشهر الفرسان الذين عاصروا الملك عبد العزيز».
كان على علاقة وطيدة بكل من حوله من الرجال من آل سعود وغيرهم، وكان لا يصبر عن الجلوس مع اصحابه ومسامرتهم، وتبادل الاشعار والاخبار معهم فكان يألف ويؤلف، حيث يعد الأمير سلمان بن محمد مرجعًا تاريخيًا لمعظم حوادث توحيد البلاد، كما اشتهر بالحفظ وصدق الرواية قال عنه المؤرخ فهد المارك (وما ألذ استماعي للأحداث التاريخية إذا كان الرواي لها ممن شاهدوها وممن شاركوا فيها كالأمير الفارس سلمان بن محمد).

## المعارك
شارك الأمير سلمان بن محمد بن سعود في العديد من الوقائع والحوادث المتعلقة بتوحيد البلاد، وأبلى بلاءً حسنا، تحت قيادة الإمام عبد العزيز بن عبد الرحمن. ومن أهم الحوادث التي شارك بها ما يلي:-
- معركة الطرفية (الصريف) سنه 1325 هجرية
- ومعركة المجمعة عام 1325 هجرية
- اقتحام بردية للمرة الثانية عام 1326 هجرية
- ومعركة الشعيبة في حوادث تأديب بعض القبائل عام 1338 هجرية
- ومشاركته في حوادث تسليم حائل عام 1339-1340 هجرية
- حصار جدة سنة 1343 هجرية
- ومشاركة في حرب نجران سنة 1352 هجرية
- تسليم بريدة وغيرها.

## اخوانه
- الأمير سعود بن محمد بن سعود بن فيصل آل سعود. ليس له ذرية، وهو أحد أبطال معارك التوحيد مع المؤسس الملك عبد العزيز وأستشهد في معركة الطرفية عام 1325هـ.
- الأمير عبد العزيز بن محمد بن سعود بن فيصل آل سعود (توفي صغيرًا).
- الأميرة العنود بنت محمد بن سعود بن فيصل آل سعود. متزوجة من الأمير محمد بن عبد الرحمن بن فيصل آل سعود، وأنجبت له ولدين وبنت.

## زوجاته
- الأميرة نورة بنت ابواثنين السبيعي. والدة الأمير فيصل.
- الأميرة نورة الجابري. والدة الأمير سعود، الأمير محمد، الأمير خالد، الأمير بندر، والأميرة دليل الثانية.
- الأميرة غشماء الدوسري. والدة الأمير فهد، الأمير تركي، والأمير عبد الله.
- الأميرة جميلة. والدة الأمير عبد العزيز، والأمير نايف.
- الأميرة كلثم العفيصان. والدة الأميرة دليل الأولى.

## أبناؤه
- الأمير فيصل بن سلمان بن محمد آل سعود (متوفي).
- الأمير سعود بن سلمان بن محمد آل سعود (دكتور وأستاذ في جامعة الملك سعود). متزوج من الأميرة العنود بنت متعب بن عبد العزيز آل سعود.
- الأمير عبد العزيز بن سلمان بن محمد آل سعود. متزوج من الأميرة نوف بنت عبد الله بن عبد الرحمن آل سعود وله من الأبناء الأمير سلمان.
- الأمير محمد بن سلمان بن محمد آل سعود (دكتور وسبق أن عمل مدير المتابعة بوزارة الداخلية).
- الأمير فهد بن سلمان بن محمد آل سعود.
- الأمير خالد بن سلمان بن محمد آل سعود (شاعر وأديب ومؤرخ). متزوج من الأميرة صيتة بنت محمد بن عبد العزيز بن سعود آل سعود.
- الأمير تركي بن سلمان بن محمد آل سعود. وله من الأبناء الأمير سلمان والأميرة ريما
- (الأمير بندر بن سلمان بن محمد آل سعود (دكتور وسبق أن عمل مستشار خادم الحرمين الشريفين الملك عبد الله بن عبد العزيز آل سعود). متزوج من الأميرة نوف بنت محمد بن عبد العزيز بن سعود آل سعود.
- الأمير نايف بن سلمان بن محمد آل سعود.( متزوج الاميره هاله بنت عبدالله بن ناصر بن عبدالعزيز رئيس الهلال سابقاً ، ولهم من الأبناء الأمير سلطان ، الاميره العنود ،الاميره جواهر ،الأميره ديمه ، والاميره ياسمين)
- الأمير عبد الله بن سلمان بن محمد آل سعود.
- الأميرة دليل الأولى بنت سلمان بن محمد آل سعود. متزوجة من الأمير مشعل بن عبد العزيز آل سعود ولها من الأبناء الأمير فيصل، والأميرة العنود.
- الأميرة دليل الثانية بنت سلمان بن محمد آل سعود.

## وفاته
توفي الأمير سلمان بن محمد يوم السبت 22 رجب 1394 هجرية، الموافق 10 أغسطس سنة 1974 ميلادي، وقد جاوز عمره التسعين عامًا. وصلي عليه في جامع الإمام عبد الله بن تركي بالرياض. ودفن في مقبرة العود بالرياض. وقد نعته الأسرة المالكة، ووجوه أهل البلاد وقيل فيه العديد من الكلمات والقصائد الرثائية. ونشر خبر وفاته ونعيه العديد من الصحف السعودية ومنها عكاظ في عددها (2997) الأحد 32/7/1394 هجرية وجريدة المدينة بتاريخ الأثنين 24/7/1394 هجرية الموافق 21/8/1974 ميلادي.